# 民法総則
民法総則（みんぽうそうそく）とは、民法の第一編総則の部分を指す法律用語。民法学の書籍や論文では単に総則と呼ぶこともある。大学などの講義名でも使われる。
具体的には民法第1条から第174条の2までがこれに含まれ、通則、人、法人、物、法律行為、期間の計算、時効に関する条文がこれに該当する。民法は私法の一般法である関係上、民法総則の規定は私法の全領域にわたり総則として作用する。

## 構成
- 第1章 通則（第1条・第2条）
- 第2章 人
  - 第1節　権利能力（第3条）
  - 第2節　意思能力（第3条の2）
  - 第3節　行為能力 （第4条～第21条）
  - 第4節　住所（第22条～第24条）
  - 第5節　不在者の財産の管理及び失踪の宣告（第25条～第32条）
  - 第6節　同時死亡の推定（第32条の2）
- 第3章 法人 （第33条～第84条）
- 第4章 物（第85条～第89条）
- 第5章 法律行為
  - 第1節　総則（第90条～第92条）
  - 第2節　意思表示（第93条～第98条の2）
  - 第3節　代理（第99条～第118条）
  - 第4節　無効及び取消し（第119条～第126条）
  - 第5節　条件及び期限（第127条～第137条）
- 第6章 期間の計算（第138条～第143条）
- 第7章 時効
  - 第1節　総則（第144条～第161条）
  - 第2節　取得時効（第162条～第165条）
  - 第3節　消滅時効（第166条～第174条)

## 著名な民法総則の本一覧
- 我妻栄『新訂 民法總則（民法講義I）』（岩波書店）

1930年刊の古典であり、現在でも実務で大きな信頼を得ている。1965年新訂第1刷。ISBN 4-00-000841-2
- 内田貴『民法I 総則・物権総論』（東京大学出版会）

分かりやすさを重視した教科書で、図解なども多用されており、最も多くの学生に使われている教科書の一つ。2005年第3版。ISBN 4-13-032331-8
- 四宮和夫・能見善久『民法総則（法律学講座双書）』（弘文堂）

2005年第7版。ISBN 4-335-30225-8

## 民法総則の用語一覧
- 第1章 通則
  - 公共の福祉、信義誠実の原則、権利濫用の法理（第1条）、個人の尊厳、両性の本質的平等（第2条）
- 第2章 人
  - 権利能力（第3条）、意思能力（第3条の2）、行為能力（未成年者（第4条～）、成年後見制度（第7条～））、住所（第22条）、失踪宣告（第30条～）、同時死亡の推定（第32条の2）
- 第3章 法人
  - 法人（第33条）、定款（第34条）、外国法人（第35条）、法人登記（第36条～）
- 第4章 物
  - 有体物（第85条）、不動産、動産（第86条）、従物（第87条）、果実（第88条～）
- 第5章 法律行為
  - 公序良俗（第90条）、強行規定（第91条）、慣習（第92条）、意思表示（心裡留保（第93条）、虚偽表示（第94条）、錯誤（第95条）、詐欺、強迫（第96条））、代理（第99条～）、双方代理（第108条）、表見代理（第109条～）、無権代理（第113条～）、無効（第119条）、取消し（第120条～）、条件（第127条～）、期限（第135条～）、
- 第6章 期間の計算
  - 暦（第143条）
- 第7章 時効
  - 取得時効（第162条～）、消滅時効（第166条～）
- 法文上に明示されていない用語、削除・廃止された用語（他法に移行したものを含む）
  - 人の始期、人の終期、禁治産、妻の無能力、権利能力なき社団、権利能力なき財団、公益法人、営利法人、寄附行為、社団法人、財団法人、理事、監事、総会、脱法行為